# 羅瑞卿
羅瑞卿（ら ずいけい、簡体字：罗瑞卿、英語: Luo Ruiqing、名：其栄、1906年5月31日 - 1978年8月3日）は、中華人民共和国の政治家、軍人。大将。毛沢東の忠実な取り巻きであったが、1966年5月に始まった文化大革命で失脚した。1977年8月の文化大革命終了後に名誉回復するが、直後の1978年8月に死去した。

## 経歴
1906年5月31日に清の四川省南充県舞風郷に誕生した。1923年に南充中学、1926年6月に成都実業專修学校に入学した。同年10月に重慶に赴いた後は共青団に入り、同時に中央軍事政治学校（黄埔軍官学校）に学んだ。1928年10月に呉玉章（中国語ページ）の紹介で中国共産党に入党した。1929年に中国工農紅軍に参加し、以後は閩西（福建省西部）遊撃大隊大隊長、紅四軍参謀長、縦隊政治委員、師団政治委員、軍政治委員、紅一軍団保健衛生局局長、中央紅軍先遣隊参謀長、陝甘支隊第三縱隊政治部主任、紅一方面軍保衛局局長、中央ソビエト紅軍大学教育長、副校長を歴任する。1933年に二等紅星奨章を受章し、1934年秋に長征に参加する。
1936年2月から同年5月まで中国人民抗日軍政大学教育長、1938年に副校長、1940年2月に八路軍野戦政治部主任を務める。
対日戦勝後は北平軍事調処執行部中共代表団参謀長となり、葉剣英の国民党及びアメリカ代表との交渉を助力した。国共内戦中は党晋察冀中央局副書記、晋察冀軍区副政治委員兼政治部主任、晋察冀野戦軍政治委員、華北軍区政治部副主任兼第2兵団（後に第19兵団）政治委員を歴任し、正太・石家荘戦役を指揮した。平津戦役中は楊得志などが率いる部隊と共に新保安の国民党第35軍を包囲し、北平を平和的に解放するのに重要な役割を果たした。1949年4月に太原戦役に参加した。

## 中華人民共和国成立後
1949年10月の中華人民共和国成立以後、党中央政法委員会副主任、国務院政法弁公室主任、公安部部長、政治法律委員会副主任、公安軍司令員兼政治委員、北京市公安局長となった。1955年に大将の階級を授与される。
1959年4月28日に国務院副総理兼公安部長、国防委員会委員となり、国防部副部長、中央軍事委員会秘書長となる。同年9月17日に公安部長の兼任を解かれ、中国人民解放軍総参謀長を兼任し、国防工業弁公室主任、中央軍事委員会常務委員を兼任する。
実務としては毛沢東の腹心として、警備責任者を務めていた。毛沢東から「羅長子（ルオチャンツー）」との愛称で呼ばれており、1965年までは常に毛沢東の忠実な部下として任を果たし、毛沢東にとっても最も信頼する部下の一人だった。1955年の反革命粛清運動の際には作家の胡風を逮捕し、政治監獄（秦城監獄）に投獄している。

## 文化大革命
総参謀長時代には毛沢東の伝令役として、時には林彪国防部長を飛び越して人民解放軍に指示を出すこともあった。林彪が病気がちで、常に指揮を取れなかったという事情もあった。その後、国防部副部長となり、1961年11月に国防工業弁公室主任を兼任した。1964年に賀竜などの軍高官と共に全軍の練兵と競技会（比武）を指導し、大きな成果を収めた。また軍政一致を堅持してマルクス・レーニン主義の学習を提唱し、毛沢東思想の低俗化に反対した。国防部長となった林彪はこの時期、毛沢東の著作や指示が軍の指針であるという方針を浸透させていった。
1965年に毛沢東は劉少奇国家主席に実権を奪われつつあった。劉少奇は賀竜や羅瑞卿を抱き込んで軍をも掌握しようとしたとも言われている。そのため毛沢東は林彪と協力し、文化大革命を起こして権力の掌握を図ろうとした。なお文化大革命の原因については諸説がある。
林彪は協力の代償として、軍の実力者として目障りだった羅瑞卿の罷免を毛沢東に要求した。羅瑞卿は彭徳懐失脚後も軍近代化の必要性を主張しており、保守派の林彪と対立していたということもあった。この前年にはベトナム戦争にアメリカ合衆国が本格的に介入して、アメリカと中国の緊張が高まっていた。羅瑞卿は1965年5月に「アメリカとの戦争に勝つには、最新武器を装備して防空を中心とした陸海空で迎撃すべき」と主張し、その前提としてソビエト連邦との関係改善の必要を唱えた。これに対して林彪は徹底的な「人民戦争」による持久戦こそ取るべき戦略であると批判し、「裏切り者」であるソ連とはより対決すべきと主張した。「林彪・羅瑞卿論争」と呼ばれたこのやりとりは、林彪の勝利に終わる。
1965年12月に林彪の妻の葉群は羅瑞卿を告発し、それが認められて羅瑞卿は自宅軟禁された。12月8日から15日まで上海で開催された政治局常務委員会拡大会議で、羅瑞卿は「政治突出に反対し、軍を乗っ取り党に反対した」と認定される。1966年3月に羅瑞卿は自宅で飛び降り自殺を試みるが失敗し、それを党に対する裏切りとされて告発された。5月の政治局常務委員会拡大会議で彭真・陸定一・楊尚昆と共に反党集団とされ、秦城監獄に投獄された。この4人は本来別個の問題で処分の対象となっていたが、林彪はこれを結託した「反党集団」であると決めつけた。5月23日の会議で中央書記処書記の職務停止が決定した。この政治局常務委員会拡大会議では初めて「プロレタリア文化大革命」という用語が用いられ、羅瑞卿ら4人は党中央から文革で初めて失脚した人物となった。毛沢東の警備責任者としての後任は汪東興になった。張春橋は1967年に羅瑞卿を批判し、1955年の反革命粛清運動で大きな成果が得られなかったのは、羅瑞卿らが運動の指揮を執っていたからだ、と批判している。
1976年9月に毛沢東が死去し、文化大革命が事実上終結すると名誉回復が果たされ、1977年8月の第11回党大会で中央軍事委員会秘書長に選出された。1978年7月には治療のためにドイツに行き、1978年8月3日に72歳で死去した。